# (22563) Xinwang
(22563) Xinwang – planetoida z grupy pasa głównego asteroid okrążająca Słońce w ciągu 3 lat i 154 dni w średniej odległości 2,27 j.a. Została odkryta 18 kwietnia 1998 roku w prgramie LINEAR. Przed nadaniem nazwy planetoida nosiła oznaczenie tymcasowe (22563) 1998 HQ19.